# Панч-Кедар
Панч-Кедар (санскрит: पंचकेदार) — п'ять індуїстських храмів, що почитаються шайвістами — поклонниками бога Шиви. Ці храми розташовані в регіоні Ґархвал індійського штату Уттаракханд. З цими храмами пов'язано безліч легенд, а їх створення відносять до Пандавів, героїв індуїстського епосу Махабхарата.
Такі п'ять храмів мають відвідуватися протягом паломництва у незмінному порядку:
- Кедарнатх (санскр. केदारनाथ), на висоті 3583 м,
- Тунґнатх (तुंगनाथ), на висоті 3680 м,
- Рудранатх (रुद्रनाथ), на висоті 2286 м,
- Мадх'ямахешвар (मध्यमहेश्वर), на висоті 3490 м,
- Калпешвар (कल्पेश्वर), на висоті 2200 м.

Кедарнатх вважається головним храмом Панч-Кедар і є одним з чотирьох знаменитих центрів паломництва Чота-Чаар-Дхам (дослівно: «чотири маленьких оселі») в окрузі Ґархвал (інші три: Бадрінатх, Ямунотрі і Ґанґотрі). Кедарнатх також є одним з дванадцяти Джйотірлінґ. Після закінчення паломництва до даршани Шиви в Панч-Кедарі, традиційним правилом є також отримання свідоцтва Вішну в храмі Бадрінатх, як останній доказ, що паломник шукав благословення від Шиви.
Регіон Ґархвал також називають Кедар-Кханда, через місцеве найменування Шиви — «Кедар». Тут знаходиться велика кількість символів та інших форм секти шайвізму, набагато більше, ніж вайшнавізму. Всі храми Панч-Кедар знаходяться з межах історичного району Кедар-Кшетра у цьому регіоні, що приблизно збігається із західною частиною округу Чамолі, також заходячи в округ Рудрапраяґ.
Ці храми дуже популярні серед паломників. Так, перший з храмів — Кедарнатх, — єдиний, для якого існують записи, в 2007 році відвідало 557 тис. чоловік та 87 тис. в 1987 році.

## Історія паломництва
Вважається, що традиція паломництва до Панч-Кедару безпосередньо пов'язана з непальським культом Ґоракшанатха, відомим своїми традиціями паломництва. Як доказ зазвичай згадують, що кульмінацією паломництва був храм Пашупатінатх в Катманду, символ голови Шиви, а не Кедарнатх, символ його спини. Більш того, емблема на куполі храму Кедранатх така ж сама, як і на куполі храму Пашупатінатх.
Протягом середньовіччя непальські королівства мали великий культурний і релігійний вплив на Ґархвал, особливо в плані тантричної культури. На початку 19 століття Уттаракханд опинився і під політичною владою непальських правителів, але він швидко потрапив під контроль магараджей Техрі-Ґархвалу, а скоро і Британської Ост-Індської компанії, за умовами Суґаульського договору, яким закінчилася Англо-непальська війна 1814—1816 років. Коли британці відняли управління храмами регіону у магараджі Техрі-Ґархвалу та взяли його під свій контроль, багато тантричних ритуалів було припинено.

## Легенди

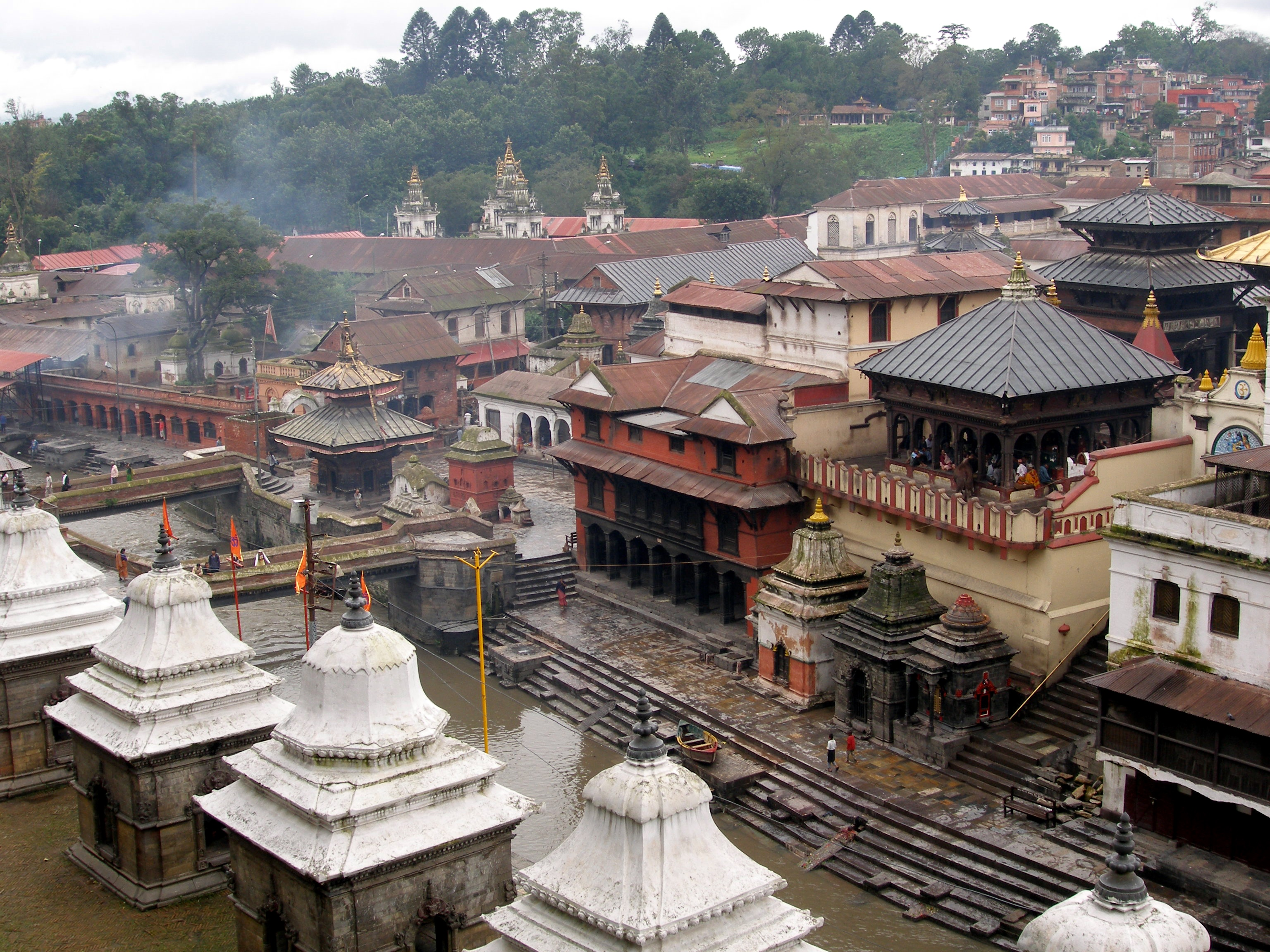
Комплекс Пашупатінатх в Катманду, Непал.

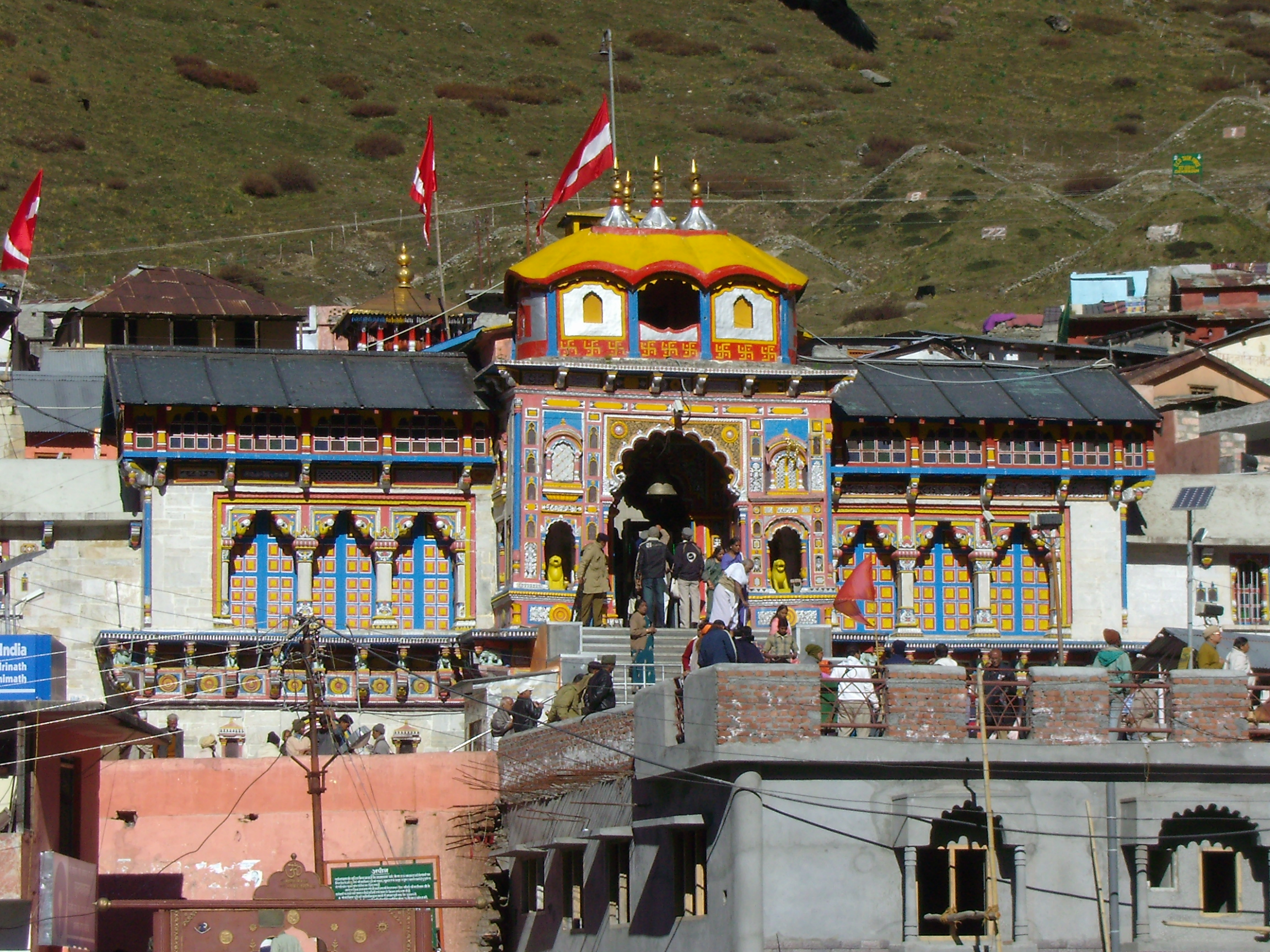
Храм Бадрінатх

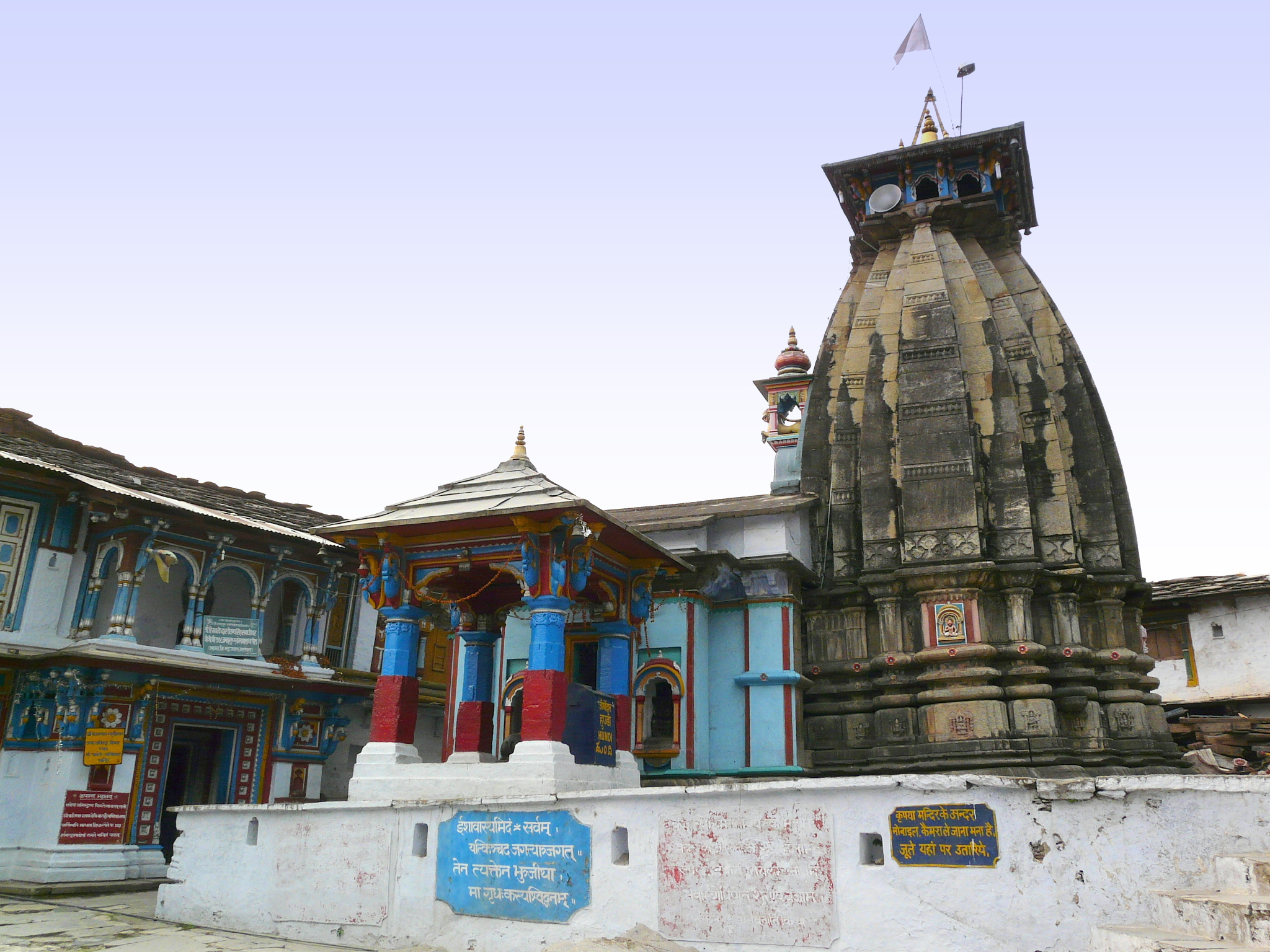
Храм Укхрінакх, біля якого зберігаються ідоли храмів Кедранатх і Мадх'ямахешвар узимку.

У регіоні Ґархвал ходить безліч легенд про будівництво храмів Панч-Кедар та про бога Шиву.
Найвідоміша легенда, що розповідає про походження цих храмів, відносить їх будівництво до братів Пандава, героїв індуїстського епосу Махабхарата. Під час війни на Курукшетрі в епосі, Пандави перемогли та вбили своїх двоюрідних братів — Каурав. Ці дії, однак, вважалися гріхом — братовбивством (gotra hatya) і брахмановбивством (brāhmanahatya), за що Пандави вирішили просити пробачення. Вони передали правління своїм королівством родичам та вирушили на пошуки Шиви, бо лише він міг пробачити їх. Вони почали пошуки з міста Варанасі (Каші), улюбленого міста Шиви, але Шива не бажав їх бачити, бо був переконаний у їх провині. В результаті він прийняв образ бика та сховався в горах Гімалайського регіону Ґархвал.
Пандави, що не знайшли Шиву у Варанасі, вирушили до Ґархвалу. Бхіма, другий з братів-Пандава, одного разу побачив бика, що пасся біля Ґуптакаші («прихований Каші» — ця назва як раз і була отримана через те, що тут переховувався Шива). Бхіма зумів розпізнати у цьому бику Шиву. Він наздогнав бика та схопив його за хвіст та задні ноги. Але бик зник з Землі та знову з'явився у вигляді окремих частин, його спина у Кедарнатхі, його руки в Тинґанатхі, його живіт в Мадх'ямахешварі, його обличчя в Рудранатхі та його волосся в Калпешварі. Пандави, продовжуючи просити пробачення у Шиви, збудували храми у всіх місцях, де з'явилися ці частини тіла, за що Шива звільнив їх від гріхів.
За одним з варіантів легенди, ще п'ять частин верхньої частини тіла опинилася в Катманду, де стоїть храм Пашупатінатх. За іншим, Бхіма не тільки схопив бика, але й не давав йому зникнути. Через це бик і розпався на частини, що розлетілися врізнобіч і впали у різних частинах Ґархвалу.
Після будівництва храмів Панч-Кедар, Пандави медитували в Кендрінатхі, де виконали яджну — жертвоприношення вогню — та шляхом Магапантх потрапили на небо для спасіння.

## Службовці храмів
Священники та пандіти, що ведуть служби у храмах Панч-Кедар, за винятком Тунґнатха, походять з Південної Індії. Головними священиками храму Кедранатх (так саме як і храму Бадрінатх) є брахмани-Намбудірі з міста Малабар, штат Керала, вони відомі під назвою Равали. Головними священиками храму Мадх'ямахешвар є Джанґами, послідовники культу лінґаятизму з Майсура, штат Карнатака. Головними священиками храмів Рудранатх і Калпешвар є представники секти Даснамі Ґосвамі, заснованої Аді Шанкарою. У храмі Тунґнатх служать брахмани кхасі, з міста Мокуматх неподалік від храму.

## Географія

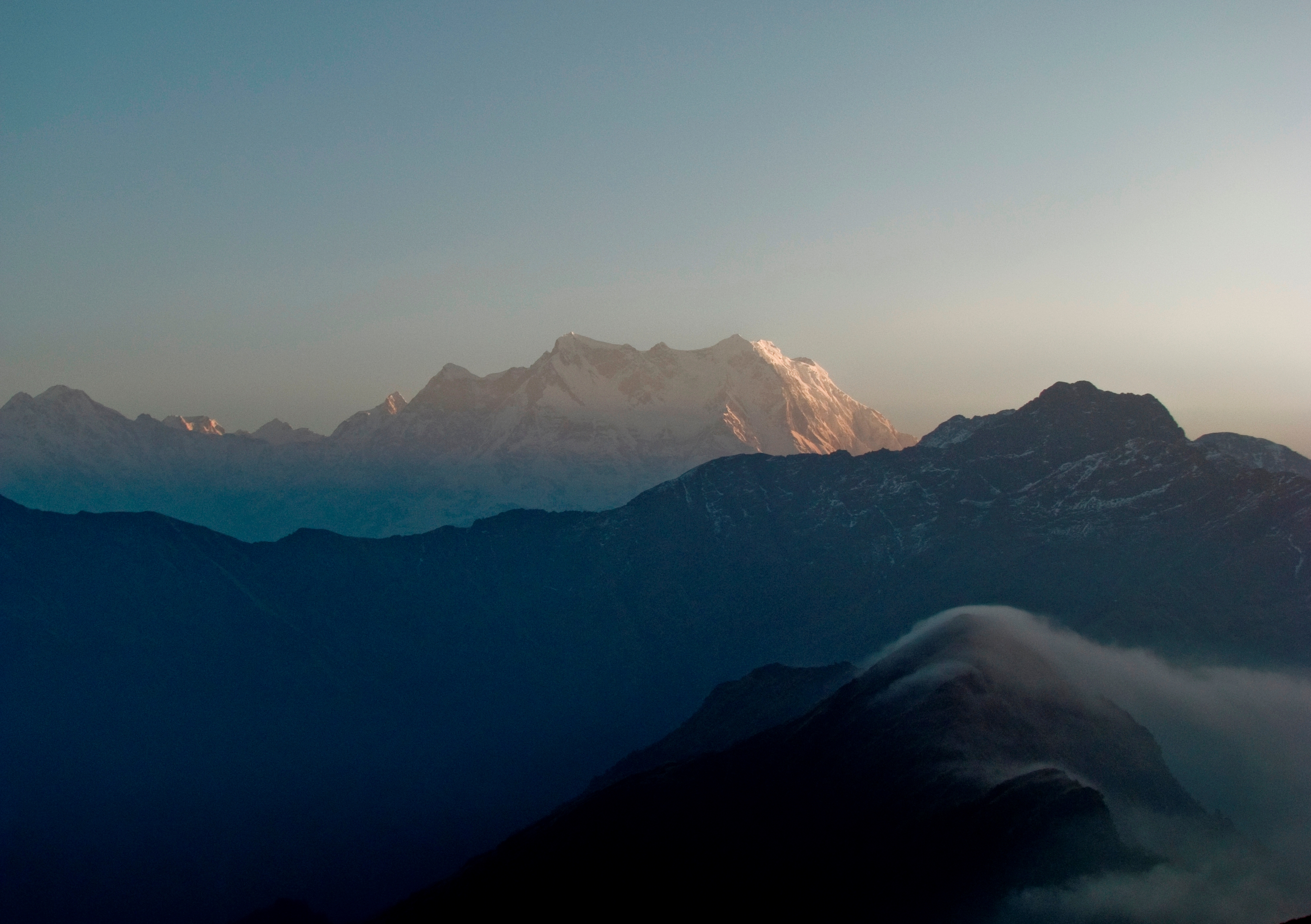
Вершина Чаукхамба

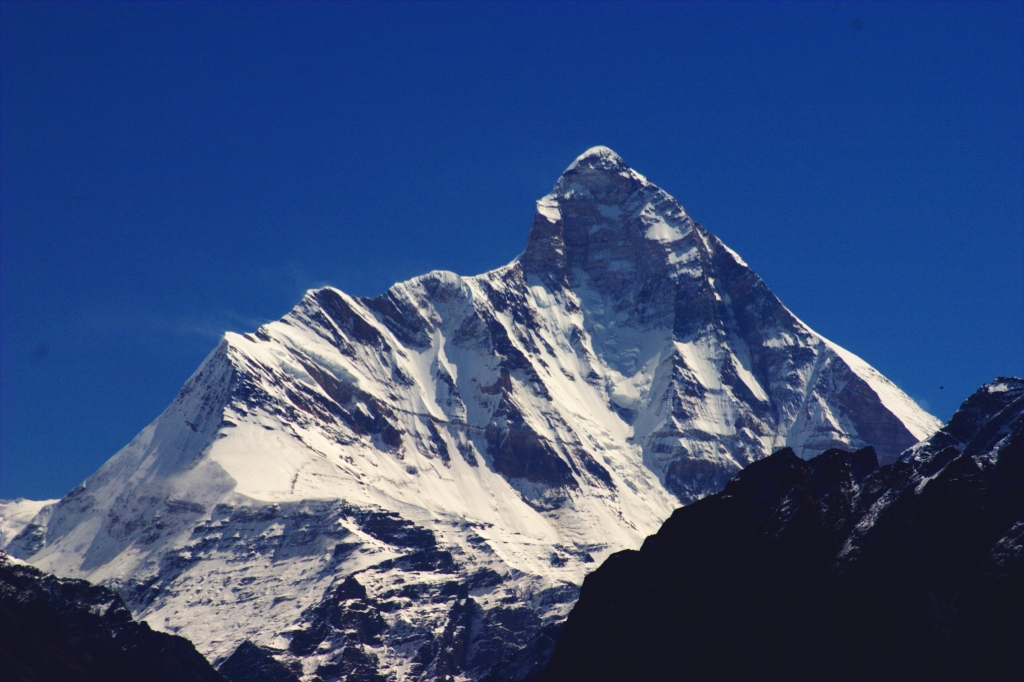
Вершина Нанда-Деві

Всі п'ять храмів приховані у хребті Верхні Гімалаї, найбільшими вершинами є вкриті вічними снігами гори Нанда-Деві, Чаукхамба, Кедарнатх і Нілкантх. Храм Кедарнатх знаходиться в долині річки Мандакіні, а решта храмів — у високогір'ях між долиною річки Мандакіні та ущелиною річки Алакананда. Вони розташовані у настільки віддалених районах, що їх неможливо досягти автомобілем, а лише пішки гірською стежкою, і лише в період з кінця квітня або початку травня до початку жовтня. Узимку ж ці храми закриті через значну кількість снігу. Лише Калпешвар, за деякими джерелами, відкритий протягом всього року, його можна досягти стежкою довжиною близько 9 км від найближчої дороги (див. посилання на мапи у «Ресурсах Інтернету»). В регіоні Ґархвал, де знаходяться храми, починається найбільша індійська річка Ганг.
Храм Кедранатх знаходиться біля селища Кедранатх на схилі гори Кедранатх у віддаленій північній частині регіону Ґархвал. Струмки зі схилів гори стікають до річки Мандакіні, що починається на краю льодовика Чурабре та утворює мальовничу долину Мандакіні. Біля храму до річки стікають струмки Дудхґанґа, Мадхуґанґа, Сварґадуарі та Сараватхі. Навколо храму також розташовані чотири священних ставки Ретах, Удак, Рудра і Ріші.
Тунґнатх розташований у глибокий западині, оточеній вершинами Панчуллі, Нанда-Деві, Дунаґірі, Кедранатх і Бандар-Пунч.
Рудранатх знаходиться на схилі гір Нанда-Деві, Трішул і Нанда-Ґрунті. Біля нього протікає струмок Вайтарані.
Мадх'ямахешвар розташований у долині, оточеній горами Чаукхамба, Нілкантх і Кедранатх.
Калпешвар стоїть у долині Урґам у щільному лісі. У долині розбиті яблуневі сади і тераси, де вирощується картопля. Долиною протікає річка Калп-Ґанґа, притока Алакнанди.

## Відвідування
До храмів Панч-Кедар можна дістатися гірськими стежками, що починаються від одної дороги. Ці стежки істотно відрізняються складністю шляху та можливістю пройти його в залежності від погодних умов. Всі стежки дуже мальовничі, з них відкриваються види на засніжені вершини Нанда-Деві (7817 м), Трішул (7120 м) і Чаукхамба (7138 м).
Повна довжина стежок, якими паломники відвідують всі п'ять храмів, становить близько 170 км, вона вимагає 16 днів виснажливого гірського походу. Подорож починається від священного містечка Ґаурікунд, популярного як серед паломників-індусів, так і серед любителів чудових видів на Гімалаї. Зазвичай у подорож вирушають протягом двох сезонів: з травня по серпень і після сезону мусонів, з вересня по жовтень; протягом решти часу чотири храми недоступні через сніговий покрив.
Основним в'їздом до гід Ґархвалу з рівнинної частини Уттаракханду є дорога з міста Рішікеш. До самого Рішікеша можна дістатися з Делі також дорогою, відстань між ними становить 230 км. Дорога з Рішікеша веде через Рудрапраяґ до Ґаурікунда, звідки можна дістатися до містечка Кедарнатх, де знаходиться храм Кедарнатх, стежкою довжиною 14 км. Після Рудрапраяґа дорога продовжується до Ґуптакаші і далі до Джаґаса, на відстані 30 км від Рудрапраяґа. З Джаґаса починається стежка до храму Мадх'ямахешвар довжиною 24 км, що проходить повз селище Ґаундхар. З цієї стежки можна побачити вершини Чаукамба, Кедарнатх і Нілканатх. Після Джаґаса дорога йде далі до містечка Чопта, на відстані 45 км. З Чопти починається стежка до храму Тунґнатх довжиною близько 4 км. Після Чопти дорога веде далі до містечка Мандал (відомий як Черрапунджі Ґархвалу через сильні дощі) на відстані 8 км. З Мандала починається стежка до храму Рудранатх довжиною 20 км. Після Мандала дорога йде далі, до міста Хеланґ. З Хеланґу виходить стежка до Калпешвара довжиною 11 км, що проходить повз селище Урґам та вважається найскладнішою через крутизну маршруту. Після відвідування Калпешвара, останнього храму Панч-Кедар, дорога назад йде з Хелонґа до Рішікеша через Папалкотхі довжиною 233 км.
Найближчий аеропорт від початку маршруту — «Джоллі Ґрант» міста Деградун на відстані 258 км. Найближча залізнична станція — Рішікеш на відстані 241 км.

## Поклоніння узимку
Протягом зимового сезону, коли храми повністю або частково недоступні, священному ідолу Шиви з Кедарнатха поклоняються в храмі Омкарешвар в місті Укхріматх, ідолу з Тенґнатха — у Мокуматхі, символічному зображенню з Рудранатха — в Ґопашварі, а ідолу з Мадх'ямахешвар — в Укхріматхі. За деякими джерелами ідол із Калпешвара також переноситься униз, до селища Урґам, за 2 км від храму.

## Ресурси Інтернету
- Розташування храмів Панч-Кедар — схема
- Панч-Кедар, мапа шляхів (стор. 78)
- Kedarnath Procession — опис та мапи процесій, що виносять ідолів на зимовий період